# Еллёкулунъях
Еллёкулунъях — река в России, протекает в Томской области. Устье реки находится в 37 км по левому берегу реки Катыльга. Длина реки составляет 97 км.
Притоки: Берёзовая, 10-й Километр, Малая Налимка, Большая Налимка, Онтынгигай, Глухая, Ктосанигай, Кумынигай.

## Данные водного реестра
По данным государственного водного реестра России относится к Верхнеобскому бассейновому округу, водохозяйственный участок реки — Васюган, речной подбассейн реки — Васюган. Речной бассейн реки — (Верхняя) Обь до впадения Иртыша.
Код объекта в государственном водном реестре — 13010800112115200030942.